# Von Essen
von Essen (lettiska: Eseni; ryska: Эссен) är flera månghövdade vitt utgrenade balttyska adelsätter. Förgreningar av ätten har upphöjts i olika värdigheter och flera från varandra oberoende grenar har vunnit introduktion på svenska riddarhuset. Ätternas eventuella gemensamma ursprung är höljt i dunkel.
Den 31 december 2021 var 345 personer med efternamnet von Essen folkbokförda i Sverige. I Finland, den 30 januari 2023, var 73 personer med efternamnet folkbokförda.

## Historia
Ättens ursprung är höljt i dunkel. Äldre litteratur ville leda ättens ursprung ur den i Vita Anskarii omtalade Alfrid von Essen, som 831 blev biskop i Hildesheim. Några belägg på en koppling mellan den adliga ätten von Essen och andra personer under medeltiden, vilka bör stamma från staden Essen går inte att belägga. En Lambertus de Essen var 1382 präst i Stralsund och fungerade som vikarie i Storkyrkan i Stockholm.

## Förgreningar

### von Essen i Estland och Sverige med en uggla i vapenskölden
1470 sålde Henrik von Essen godset Essenhoff i Estland, och är den förste säkerställde medlemmen av den adelsätt som förde en uggla i sitt vapen.
En ättling till denne, Thomas von Essen (levde 1615 men var död 1627), var verksam i Leal i Estland och hans son lantrådet och översten Alexander von Essen (ca 1594–1664) immatrikulerades på Riddarhuset 1643, men utan formell introduktion.
Hans ättlingar, Reinhold Wilhelm von Essen (1669–1732) och Hans Henrik von Essen (1674–1729), upphöjdes till friherrar 1719 respektive 1717 med nummer 158.
Reinhold Wilhelm von Essens sonson, den första riksståthållaren i Norge, och riksmarskalken friherre Hans Henric von Essen upphöjdes till grevar av kung Karl XIII. Denna ätt introducerades 1812 som grevlig ätt med nummer 118, men utslocknade på svärdssidan 1972 och på spinnsidan 1997.
En gren från denna ätt fortlever i USA.[källa behövs]

### von Essen af Zellie
Utöver denna ätt finns en annan ätt som stammar från en Jürgen von Essen, som skall ha från godset Essenburg i Westfalen överflyttat till Livland 1502. Hans sonson Diderich von Essen erhöll den 4 januari 1572 av danske prinsen Magnus godset Zellie på Ösel. Ätten naturaliserades genom sonsonen Diedrich von Essen (1620–1678) i Sverige 1663 som adlig ätt nummer 723. Diedrich var överste och regementschef för Tavastehus läns regemente i Finland, som då var en del av Sverige. Diedrich tjänstgjorde som officer i den svenska armén både under det trettioåriga kriget i Tyskland och i Carl X Gustafs krig. En gren av släkten flyttade till Stockholm på 1790-talet och sedan vidare till Skåne och därefter Västergötland. Släkten immatrikulerades 1818 på finländska riddarhuset som nummer 58. Ätten, som i Sverige kallas von Essen af Zellie, för en hjälm omgiven av fyra kulor i vapnet. Före naturaliseringen i Sverige 1663, förde släkten ett vapen med en hjälm utan kulor.
En äldre bror till Diedrich von Essen, var generalmajor Johan von Essen (1611–1661) Han tjänstgjorde också i den svenska armén under det trettioåriga kriget i Tyskland och Carl X Gustafs krig. Han deltog bland annat som ung underofficer (sergeant) i slaget vid Lützen 1632, där han sårades svårt men repade sig och blev befordrad till fänrik (officer). Johan deltog även i marschen över Bälten i Danmark vintern 1658 som överste och regementschef för Närke-Värmlands regemente. Efter freden i Roskilde den 26 februari 1658 blev Johan utsedd till kommendant i Malmö och senare befordrad till generalmajor den 16 januari 1659. Johan förde ett vapen med hjälm utan kulor. Hans sonsons son Gustaf Johan von Essen (1700–1774) naturaliserades 1756 och introducerades på riddarhuset som ätt 1919, men utslocknade med honom.

### von Essen med kulor och sparrar och ett rest lejon i vapenskölden
Generalmajor Johan von Essen som var avliden när brodern Diedrich von Essen år 1663 naturaliserades (Se ovan släkten von Essen af Zellie.) hade en son kapten Alexander Otto von Essen, vars son Benjamin von Essen var officer (kapten) vid Dalregementet. Benjamin stupade under slaget vid Narva år 1700. Dennes son (dvs sonson son till Johan von Essen) överste Gustaf Johan von Essen (1700–1774) naturaliserades år 1751 på Riddarhuset som ätt nummer 1919. Han avled ogift 1774 och slöt själv sin ätt. Denne von Essen förde ett vapen med kulor, sparrar och ett rest lejon i skölden. Denna ätt har samma ursprung som släkten von Essen av Zellie.[källa behövs]

### von Essen med kulor och sparrar i vapenskölden
En fjärde ätt von Essen som förde kulor och sparrar i vapenskölden, härstammar från en estländare Paul von Essen, som ansåg sig härstamma från Geldern. Paul von Essen var i början av 1600-talet verksam i Kalmar. Dennes båda söner, Paul von Essen (1631–1682) och Stefan von Essen (1633–1682), var officerare i svenska armén och naturaliserades 1681 som svenska adelsmän och introducerades 1757 på riddarhuset som ätt nummer 1957 . Ätten utslocknade år 1811.